# Lorden från gränden
Lorden från gränden (Me and My Girl i engelskt original) är en musikal skriven av L. Arthur Rose och med musik av Noel Gay.

## Historik i Sverige
Nils Poppe såg den engelska förlagan på Victoria Palace i London när den spelades där för sjätte året i rad. När Sandrews 1947 behövde en kassasuccé till Södra Teatern vid Mosebacke torg i Stockholm kom Poppe med förslaget att spela Me and My Girl på svenska. Med hjälp av Gardar Sahlberg gjorde Poppe en radikal omstöpning av musikalen och kallade den Lorden från gränden. De fjorton betjänterna i originalet skars ned till en som fick namnet Charles.
Poppe gjorde själv huvudrollen som den sprallige kanonfotografen Bill Snibson, Annalisa Ericson engagerades för rollen som den salta bönan Sally Smith. Naima Wifstrand spelade den högfärdiga hertiginnan av Hareford och Albert Gaubier skapade danserna, inklusive den hejiga Lambeth Walk-finalen, och det blev succé direkt.
Succén på Södra Teatern spreds snart över Norden. Poppe spelade Lorden från gränden överallt i Sverige, liksom i Helsingfors och i Köpenhamn. Det hände att han bytte ensemble och att någon annan än Annalisa Ericson gestaltade Sally, men framgången var efterhängsen. 1949 gjorde Poppe en filmversion som fick heta Greven från gränden. 1967 gjordes en TV-version med Poppe och Ericson i huvudrollerna. Rollen som Bill Snibson blev Poppes paradroll framför alla andra, sammanlagt spelade han den 1 041 gånger.
Lorden från gränden har även spelats av andra aktörer. Bert-Åke Varg gjorde huvudrollen på en turné med Riksteatern, Anders Aldgård har spelat rollen på Nöjesteatern i Malmö och Claes Malmberg har gjort den både på Fredriksdalsteatern i Helsingborg och på Gunnebo slott i Mölndal. Två gånger har föreställningen spelats på Intiman i Stockholm, först med Johannes Brost och senare med Ola Forssmed.

## Poppe som lorden från gränden
- 1947–1948: Södra Teatern, Stockholm
- 1949: Hippodromen, Malmö
- 1951: Allé-scenen, Köpenhamn
- 1951: Helsingborgs stadsteater
- 1953: Norrköping-Linköpings stadsteater
- 1954: Folkets Hus Teater, Göteborg
- 1958: Svenska Teatern, Helsingfors
- 1970: Fredriksdalsteatern, Helsingborg
- 1972: Malmö stadsteater (Nyan)
- 1973: Turné med Riksteatern